# Slawa-Schelfeis
Koordinaten: 68° 49′ S, 154° 44′ O
Das Slawa-Schelfeis (russisch Залив Слава, Saliw Slawa, frei übersetzt: Ruhmesbucht; englisch Slava Ice Shelf) ist ein Schelfeis an der Georg-V.-Küste zwischen der Mawson-Halbinsel und Kap Andrejew.
Erste Luftaufnahmen von der Formation entstanden bei der Operation Highjump (1946–1947). Benannt wurde es im Zuge der Zweiten Sowjetischen Antarktisexpedition (1956–1958) in Bezug auf die große Bucht, die vom Schelfeis eingenommen wird. Das Antarctic Names Committee of Australia (ANCA) übertrug den Namen auf das Schelfeis. Namensgeber ist die sowjetische Slawa-Walfangflotte.